# Franklin Western
Franklin Western Canales (nacido el 11 de abril de 1972 en Jánico, Santiago) es un ex-baloncestista dominicano. Formó parte de la Selección nacional de baloncesto desde 1995 hasta 2010. Western jugó baloncesto universitario con los Friars de la Providence College. Su estatura es 2,01 metros (6 pies y 7 pulgadas) y jugaba en las posiciones de alero y ala-pívot.

## Trayectoria deportiva

### Universidad
Western jugó cuatro temporadas con los Friars de la Providence College. En su primera temporada en 1990-91, Western disputó 18 partidos promediando 2,4 puntos y 1,2 rebotes por partido. Se perdió la temporada 1991-92. En la siguiente temporada, disputó 22 partidos promediando 7,5 puntos y 2,3 rebotes por partido. En la temporada 1993-94 participó en 20 partidos (16 como titular) incrementando su producción a 12,8 puntos y 3,7 rebotes por partido, y en su última temporada en 1994-95 participó en 29 partidos (24 como titular), en dicha temporada promedió 9,9 puntos y 3,9 rebotes por partido.